# Galtis

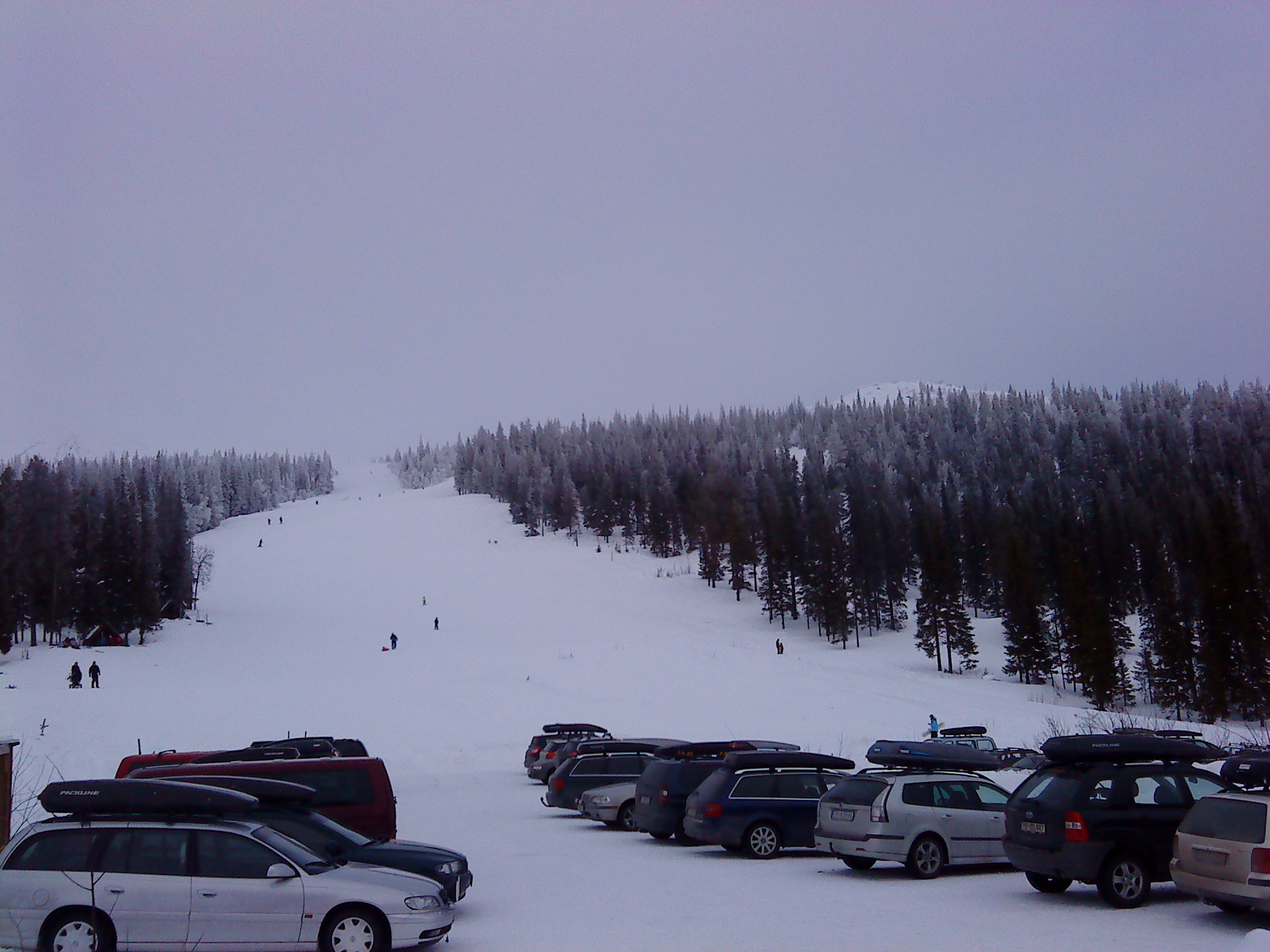
Galtis, mars 2009.

Galtis är en skidanläggning på fjället Galtispuoda som ligger på cirka 15 minuters bilresa från Arjeplogs centrum. Galtis besöks av både turister och arjeplogare.